# لون 8-بت

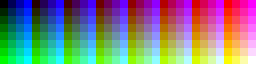
256 لون في ترميز لون 8-بت.

لون 8-بت هي طريقة لتخزين معلومات الصور في ذاكرة الحاسب أو في ملف الصورة، بحيث أن كل بكسل يمثل باستخدام 8 بت أو 1 بايت. من الممكن تمثيل عدد أعظمي من الألوان يساوي 256 لون في هذا النوع من التخزين.